# Асогуэ, Педро
Педро Хесус Асогуэ Рохас (исп. Pedro Jesús Azogue Rojas; родился 6 декабря 1994 года, Санта-Крус-де-ла-Сьерра, Боливия) — боливийский футболист, полузащитник клуба «Ориенте Петролеро» и сборной Боливии.

## Клубная карьера
Асогуэ — воспитанник клуба «Ориенте Петролеро». 30 июля 2012 года. в матче против «Ла-Паса» он дебютировал в чемпионате Боливии. 4 ноября в поединке против «Ла-Паса» Педро забил свой первый гол за «Оринте Петролеро». В своём дебютном сезоне он помог команде занять второе место и повторил этот успех спустя три года. 5 февраля 2016 года в матче против колумбийского «Санта-Фе» Асогуэ дебютировал в Кубке Либертадорес.

## Международная карьера
В 2011 году Асогуэ в составе юношеской сборной Боливии принял участие в юношеском чемпионате Южной Америки в Эквадоре. На турнире он сыграл в матчах против команд Эквадора, Уругвая и Перу.
В начале 2013 года Педро в составе молодёжной сборной Боливии принял участие в молодёжном чемпионате Южной Америки в Аргентине. На турнире он сыграл в матчах против Чили, Аргентины, Колумбии и Парагвая.
16 августа 2012 года в товарищеском матче против сборной Гайаны Асогуэ дебютировал за сборную Боливии.
В 2016 году в составе сборной Асогуэ принял участие в Кубке Америки в США. На турнире он сыграл в матчах против команд Панамы и Аргентины.